# 라스트 크리스마스 (영화)
《라스트 크리스마스》(영어: Last Christmas)는 2019년 개봉한 영국, 미국의 크리스마스 배경 로맨틱 코미디 영화이다. 폴 피그 감독이 연출했고, 배우 에마 톰슨과 그 남편인 그레그 와이즈가 각본과 제작에 관여했다. 그리고 에밀리아 클라크와 헨리 골딩, 양자경이 출연했다.
영화의 내용은 조지 마이클의 노래 Last Christmas의 가사를 극화한 것으로, 정착하지 못하고 방탕한 삶을 보내던 여성이 수수께끼의 남자와 만나 관계를 맺게 되면서 벌어지는 이야기를 다룬다.
영화는 2019년 11월 8일 미국에, 11월 15일 영국에 개봉하였고, 대한민국에는 12월 5일 개봉했다.

## 줄거리
케이트는 런던의 크리스마스 장식품 가게에서 일하고 있는 빈곤한 가수 지망생이다. 유고슬라비아 이민자 출신 집안에서 가족와의 불화로 집을 나온 뒤에 친구 집을 전전하며 살고 있는데, 자주 민폐를 끼치고 남자와의 원나잇을 즐기는 무절제한 생활 때문에 쫓겨나기 일쑤다. 가게 사장님, 일명 '산타' 또한 사고뭉치인 케이트를 아니꼽게 보기 시작했다.
케이트는 일하던 중 가게 앞에서 하늘을 바라보던 어떤 남자와 만나게 된다. 스스로 톰이라고 밝힌 그는 케이트에게 같이 산책을 나가자고 한다. 처음에 이상한 남자쯤으로 치부하던 케이트는 그와 함께 런던의 골목을 거니면서 애정이 싹트게 된다. 그런데 톰은 늘 자전거를 타고 다니면서 휴대폰도 없고, 노숙자 쉼터에서 자원봉사를 한다면서도 막상 찾아가면 만날 수 없는 사람이었다.
언니 마르타의 승진 기념으로 오랜만에 집에 들어가게 된 케이트는 어색함을 참지 못하고 홧김에 언니가 레즈비언이라는 사실을 아웃팅해버린다. 죄책감에 뛰쳐나온 케이트는 톰과 만나 그에게 위로를 구한다. 톰은 그녀를 자신의 집에 데려간다. 톰의 원룸에서 케이트는 자기가 1년 전 심장 이식 수술을 받은 뒤로 삶에 실감을 느끼지 못했고 가수로서 성공하지도 못해 힘들었던 내면을 고백한다. 케이트는 톰과의 섹스를 원했지만 톰은 너무 이르다면서 거절한다.
톰과의 하룻밤 후 케이트는 삶에 다시 의욕을 내기 시작한다. 언니를 비롯해 여태 서먹하게 지냈던 사람들에게 화해와 친절을 베푼다. 덕분에 산타 사장님은 덴마크 남자와 연애를 시작하고 언니 마르타 또한 케이트의 사과를 받아들인다. 특히 케이트는 톰이 일한다던 노숙자 쉼터를 위해 길거리 공연을 시작하였고, 이는 큰 호응을 얻어 크리스마스에 노숙자들의 연주회를 꾸리게 된다.
한편 케이트는 톰과 재회했지만, 톰은 자신에게 너무 의존하지 말라면서 케이트를 밀어낸다. 이후 톰과의 관계를 진전시키기 위해 톰의 집을 찾은 케이트는 그러나, 톰이 실재하지 않는 자신의 환상이었음을 알게 된다. 그는 1년 전 사고를 당한 직후 케이트에게 자신의 심장을 주었던 남자였다. 이를 알게 된 케이트는 오열한다.
크리스마스 날 가족과 친구들이 모인 노숙자 쉼터에서 케이트는 노래 Last Christmas를 부르고 연주회를 성공적으로 해낸다. 이듬해 삶의 활기를 되찾은 케이트는 어느 여름날 톰과 데이트했던 정원에서 톰이 위에서 자신을 지켜보고 있음을 발견하고 미소짓는다.

## 출연
- 에밀리아 클라크/매디슨 잉골즈비(아역) - 카타리나 "케이트" 앤드리치 역
- 헨리 골딩 - 톰 웹스터 역
- 양자경 - 황칭신 / 산타 역
- 엠마 톰슨 - 페트라 안드리치 역
- 리디아 레너드/루시 밀러(아역) - 마르타 안드리치 역
- 보리스 이사코비치 - 이반 안드리치 역
- 리베카 루트 - 애디스 의사 역
- 잉그리드 올리버 - 크롤리 경관 역
- 로라 에벌린 - 처칠 경관 역
- 리투 아리야 - 제나 역
- 캘빈 뎀바 - 네이선 역
- 피터 세러피너위치 - 극장 프로듀서 역
- 패티 루폰 - 조이스 역
- 맥심 밸드리 - 에드 역
- 마가렛 클러니 - 샤워 사라 역
- 조 블랙모어 - 아미 '탐' 역
- 안나 칼더-마샬 - 도라 역
- 제이드 아누카 - 앨바 역
- 아미트 샤 - 앤디 역
- 피터 마이긴드 - 데인, 일명 '소년' 역
- 롭 딜레이니 - 극장 감독 역

## 같이 보기
- 크리스마스 영화 목록